# Eric Marienthal
Eric Marienthal (født 19. september 1957 i Sacramento, Californien) er en amerikansk altsaxofonist.
Marienthal er nok bedst kendt fra Chick Coreas Electric Band. Han spiller i jazz-, jazzfusion- og popgenrerne.
Han har også spillet med Billy Joel, Barbra Streisand, Elton John, Burt Bacharach, B.B. King, Dave Grusin, Olivia Newton-John og Yellowjackets. Marienthal, som kun spiller altsaxofon, har desuden lavet soloplader i eget navn.

## Diskografi
I eget navn
- Voices of The Heart
- Round Trip
- Crossroads
- Oasis
- One Touch
- Street Dance
- Easy Street
- Walk Tall
- Turn Up The Heat
- Sweet Talk
- Got You Covered
- Just Around The Corner

Medvirkende på andres album, i udvalg
- Light Years – Chick Corea
- GRP Super Live – Chick Corea etc.
- Eye of The Beholder – Chick Corea
- Inside Out – Chick Corea
- Beneath the Mask – Chick Corea
- To The Stars – Chick Corea
- On The Corner – John Patitucci